# Bergtjärnen (Burträsks socken, Västerbotten, 714427-172115)
Bergtjärnen är en sjö i Skellefteå kommun i Västerbotten och ingår i Rickleåns huvudavrinningsområde.